# ۳۵۲ (میلادی)
۳۵۲ (میلادی) سیصد و پنجاه و دومین سال تقویم میلادی است.

## درگذشتگان
‎